# Derbent
Derbent (en ruso: Дербе́нт; en azerí: Dərbənd; en georgiano: დარუბანდი; en lezgiano, Кьвевар; en avar: Дербенд; en persa: دربند‎; en judeotati, דארבּאנד / Дэрбэнд / Dərbənd) es una ciudad en la república de Daguestán, Rusia, cerca de la frontera con Azerbaiyán. Es la ciudad más meridional de Rusia y la segunda más importante de Daguestán. Los lezguinos son el grupo étnico principal (32.2%), seguidos por los azeríes (31.7%), los tabasaranes (15.4%) y los Rutules (1%).
Derbent afirma ser la ciudad más antigua de Rusia, con documentación histórica que data del Siglo VIII a. C. lo que la convierte en una de ciudades habitadas más antiguas del mundo Debido a su ubicación estratégica, a lo largo de la historia, la ciudad cambió de dueño muchas veces, particularmente entre los reinos persa, árabe, mongol, turco y azerí. En el siglo XIX, la ciudad pasó de manos persas a manos rusas por el Tratado de Gulistán de 1813.

## Historia
A menudo identificada con las legendarias Puertas Caspias, Derbent reclama el título de ciudad más antigua de la Federación de Rusia. Desde la Antigüedad, se ha comprendido el valor de la región como la puerta hacia el Cáucaso y Derbent conserva restos arqueológicos de más de 5000 años de antigüedad. Como resultado de esta particularidad geográfica la ciudad desarrolló dos muros, que van desde las montañas hasta el mar. Estas fortificaciones se emplearon de manera continuada durante milenio y medio, más que ninguna otra fortaleza que se conserve en el mundo. A lo largo de los años, diferentes naciones dieron a la ciudad nombres distintos, pero todos se relacionan con la palabra «puerta».
Según la Unesco, que la declaró Patrimonio de la Humanidad en 2003, estas construcciones (ciudadela, ciudad vieja, fortaleza) «forman parte de las líneas más septentrionales del Imperio persa sasánida, que se extendió al este y al oeste del mar Caspio. La fortificación se construyó en piedra. Está formada por dos murallas paralelas que formaron una barrera desde las orillas del mar hasta la montaña. La ciudad de Derbent se construyó entre estas dos murallas, y ha conservado parte de su tejido medieval. El lugar continuó siendo de gran importancia estratégica hasta el siglo XIX».
Formó parte del Imperio safávida, siendo ocupada por los otomanos entre 1583 (anexión confirmada por el Tratado de Constantinopla)-1607 y por el Imperio ruso en (1722-1736, 1796 y 1806-1813), cedida definitivamente por los persas mediante el Tratado de Gulistán.

## Galería

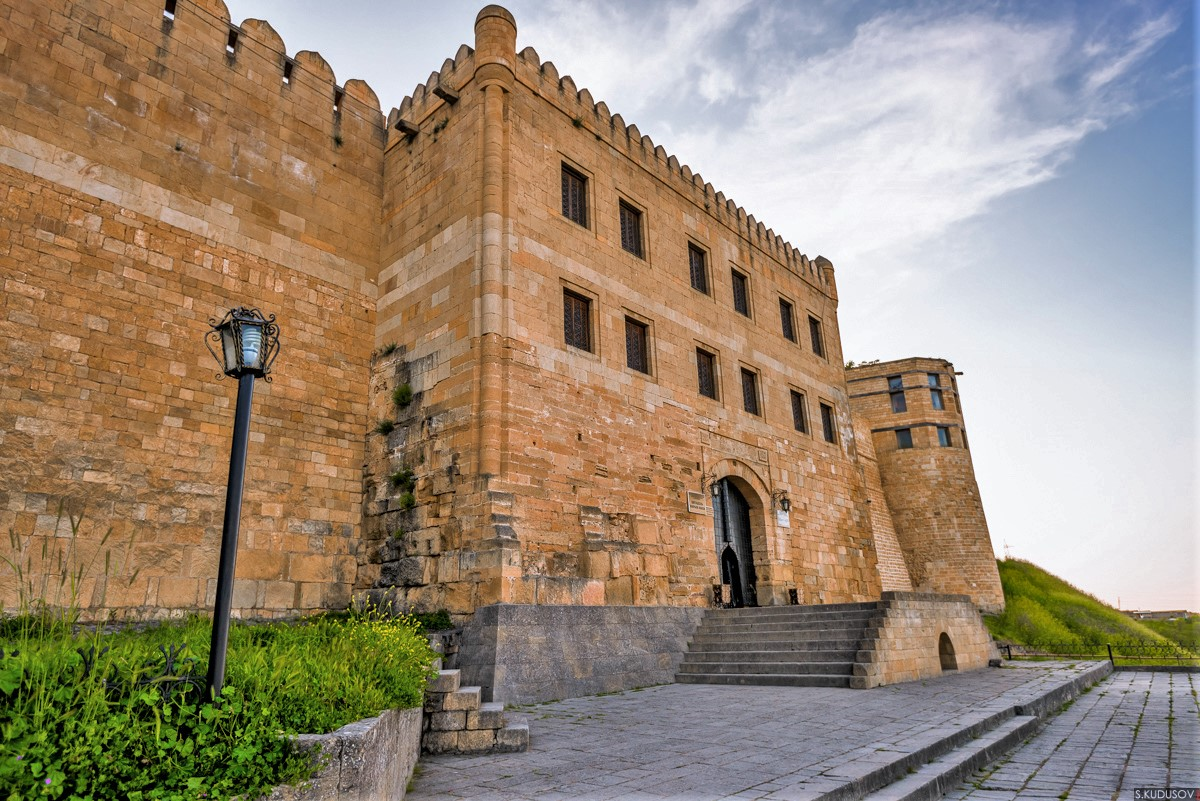
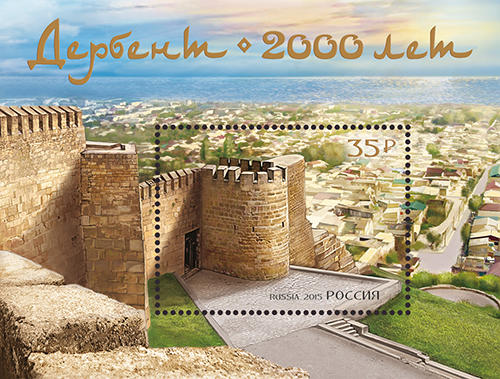
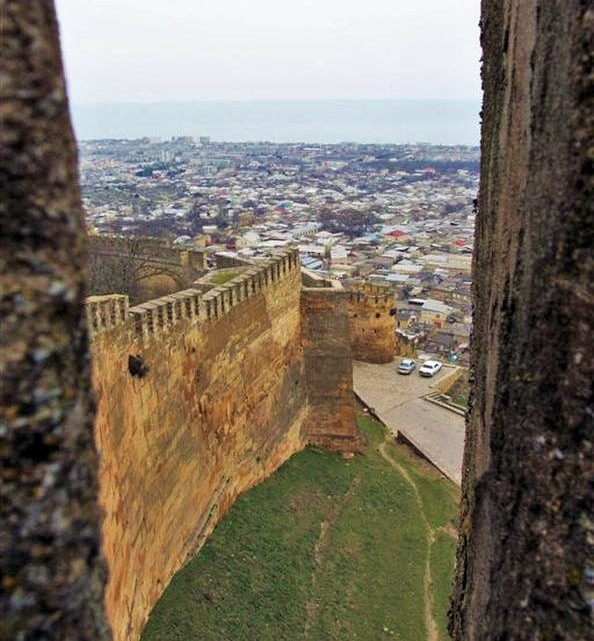
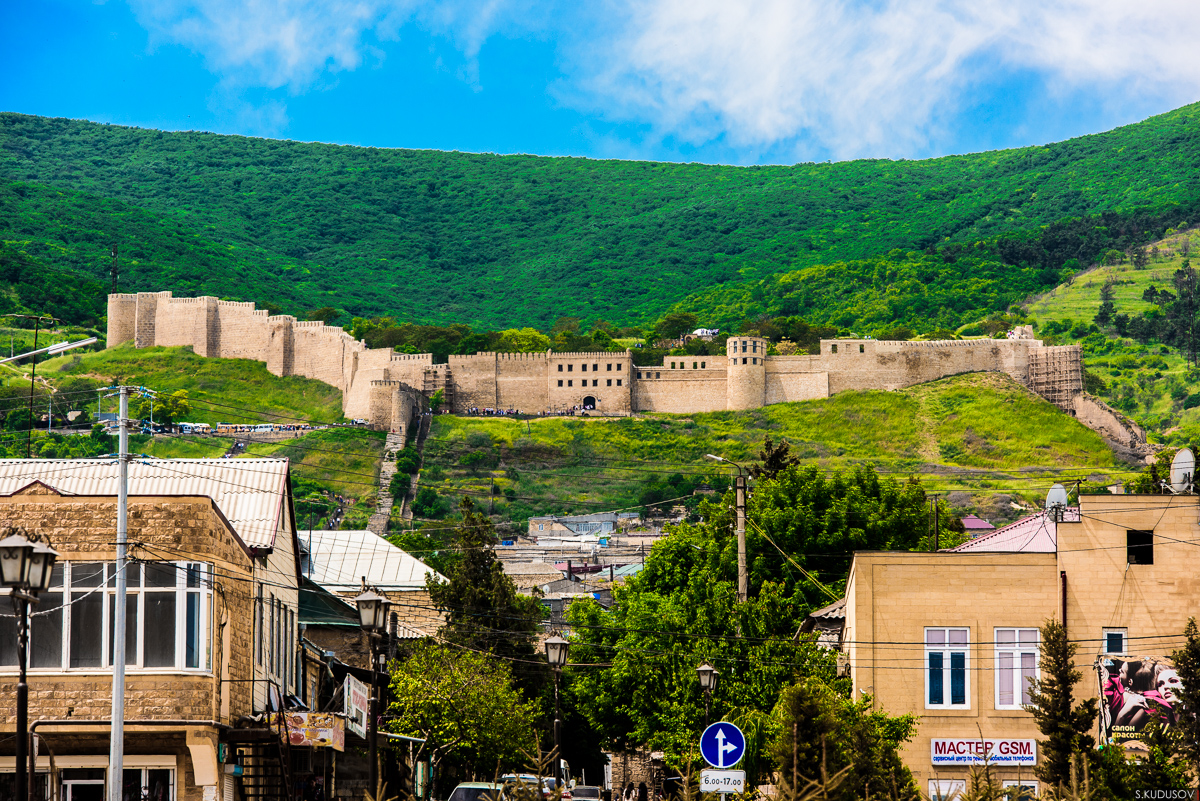
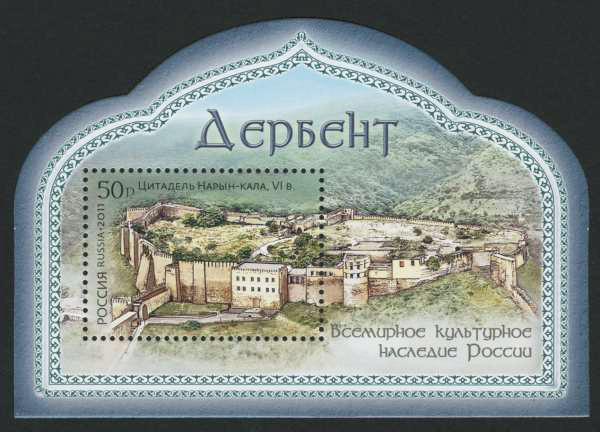
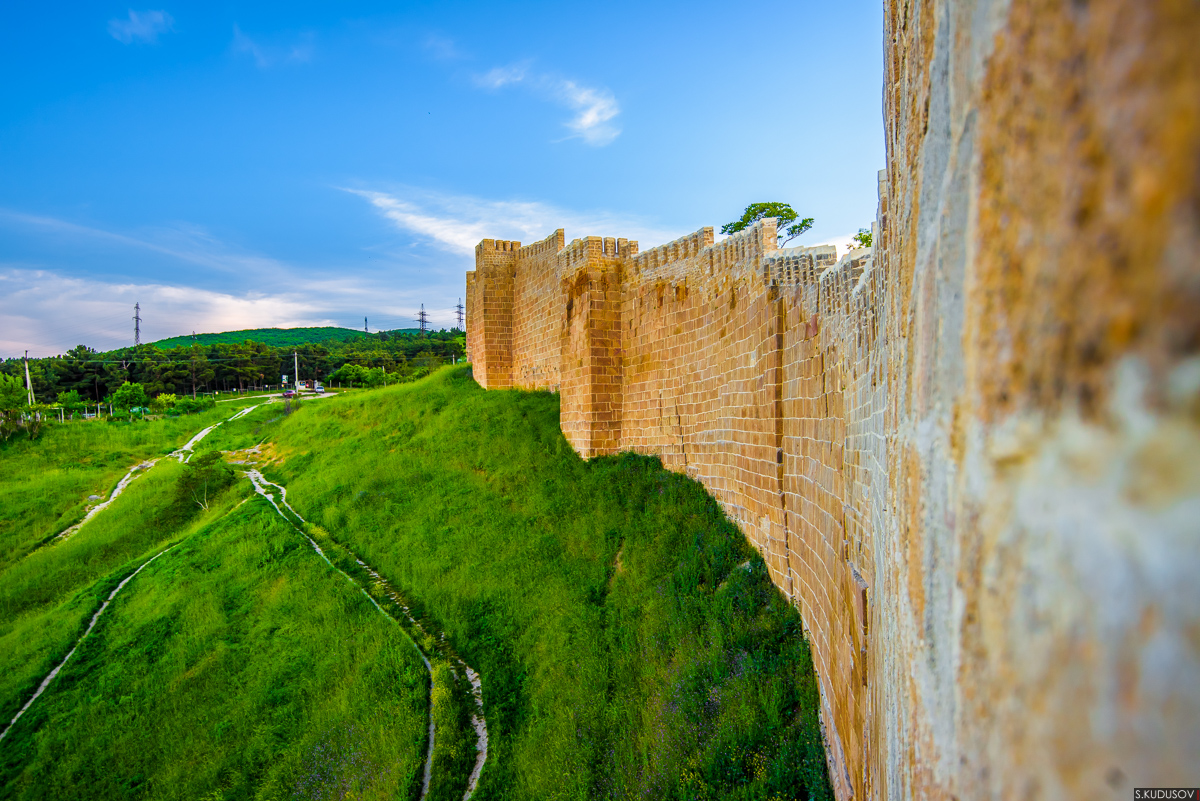
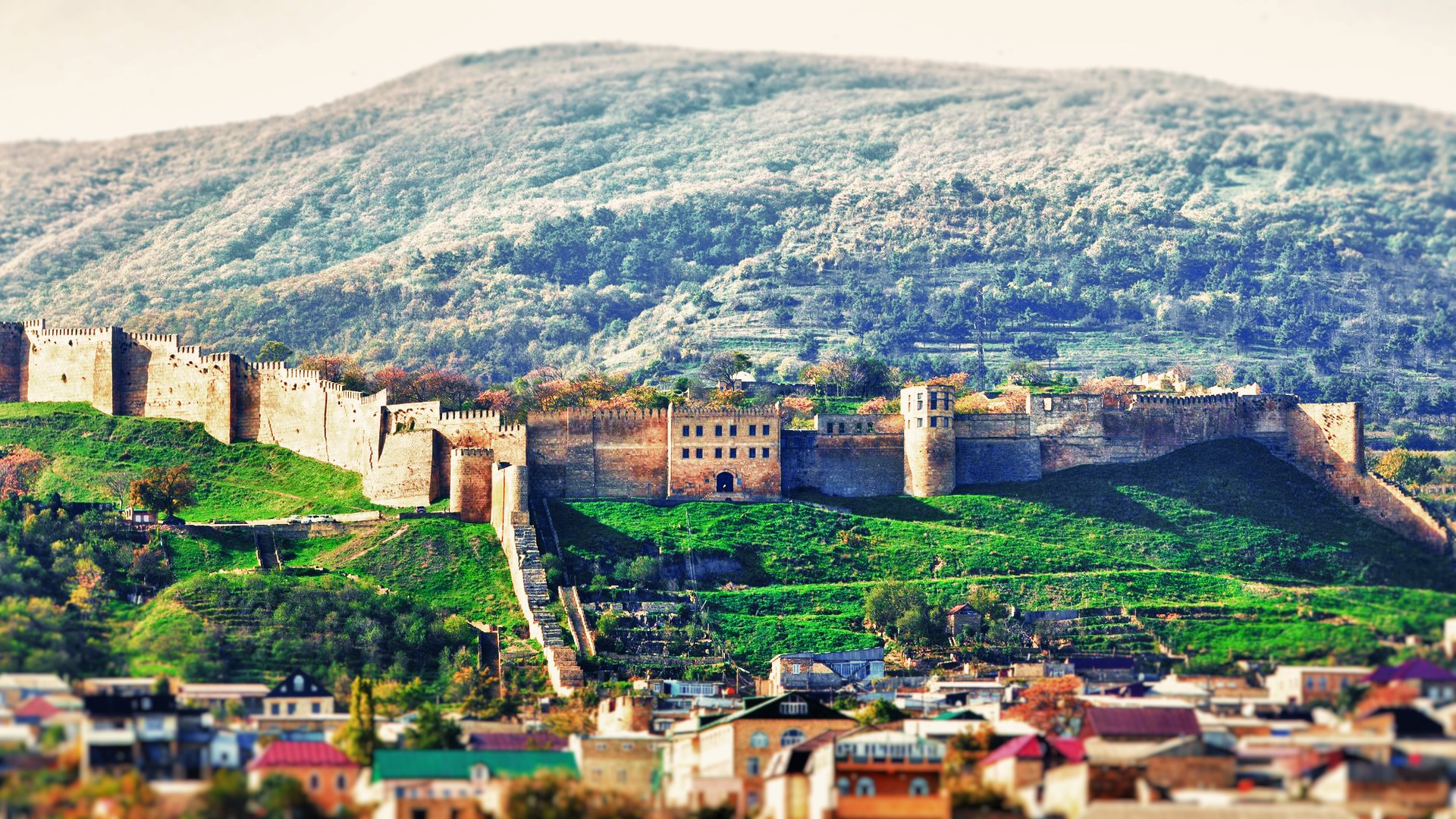

## Demografía
| Gráfica de evolución de Derbent entre 1856 y 2018 |
|                                                   |

## Clima
| Parámetros climáticos promedio de Derbent (1991-2020) | Parámetros climáticos promedio de Derbent (1991-2020) | Parámetros climáticos promedio de Derbent (1991-2020) | Parámetros climáticos promedio de Derbent (1991-2020) | Parámetros climáticos promedio de Derbent (1991-2020) | Parámetros climáticos promedio de Derbent (1991-2020) | Parámetros climáticos promedio de Derbent (1991-2020) | Parámetros climáticos promedio de Derbent (1991-2020) | Parámetros climáticos promedio de Derbent (1991-2020) | Parámetros climáticos promedio de Derbent (1991-2020) | Parámetros climáticos promedio de Derbent (1991-2020) | Parámetros climáticos promedio de Derbent (1991-2020) | Parámetros climáticos promedio de Derbent (1991-2020) | Parámetros climáticos promedio de Derbent (1991-2020) |
| Mes                                                   | Ene.                                                  | Feb.                                                  | Mar.                                                  | Abr.                                                  | May.                                                  | Jun.                                                  | Jul.                                                  | Ago.                                                  | Sep.                                                  | Oct.                                                  | Nov.                                                  | Dic.                                                  | Anual                                                 |
| ----------------------------------------------------- | ----------------------------------------------------- | ----------------------------------------------------- | ----------------------------------------------------- | ----------------------------------------------------- | ----------------------------------------------------- | ----------------------------------------------------- | ----------------------------------------------------- | ----------------------------------------------------- | ----------------------------------------------------- | ----------------------------------------------------- | ----------------------------------------------------- | ----------------------------------------------------- | ----------------------------------------------------- |
| Temp. máx. abs. (°C)                                  | 15.9                                                  | 20.7                                                  | 28.3                                                  | 34.2                                                  | 32.5                                                  | 36.1                                                  | 37.7                                                  | 38.8                                                  | 33.0                                                  | 28.0                                                  | 28.0                                                  | 19.4                                                  | 38.8                                                  |
| Temp. máx. media (°C)                                 | 5.8                                                   | 5.7                                                   | 8.9                                                   | 14.5                                                  | 21.1                                                  | 26.9                                                  | 29.8                                                  | 29.8                                                  | 25.0                                                  | 18.7                                                  | 12.1                                                  | 7.7                                                   | 17.2                                                  |
| Temp. media (°C)                                      | 3.2                                                   | 3.0                                                   | 5.9                                                   | 10.8                                                  | 17.0                                                  | 22.7                                                  | 25.7                                                  | 25.7                                                  | 21.1                                                  | 15.3                                                  | 9.2                                                   | 5.1                                                   | 13.7                                                  |
| Temp. mín. media (°C)                                 | 1.0                                                   | 0.8                                                   | 3.6                                                   | 7.8                                                   | 13.5                                                  | 18.8                                                  | 21.9                                                  | 22.0                                                  | 17.7                                                  | 12.3                                                  | 6.7                                                   | 2.9                                                   | 10.8                                                  |
| Temp. mín. abs. (°C)                                  | -18.9                                                 | -19.0                                                 | -9.1                                                  | -3.1                                                  | 4.1                                                   | 8.5                                                   | 12.9                                                  | 10.7                                                  | 5.1                                                   | -3.4                                                  | -9.7                                                  | -14.2                                                 | -19.0                                                 |
| Precipitación total (mm)                              | 31                                                    | 37                                                    | 24                                                    | 19                                                    | 21                                                    | 16                                                    | 24                                                    | 24                                                    | 45                                                    | 59                                                    | 58                                                    | 46                                                    | 404                                                   |
| Días de precipitaciones (≥ 1 mm)                      | 11.0                                                  | 10.9                                                  | 8.7                                                   | 6.1                                                   | 5.9                                                   | 5.8                                                   | 4.9                                                   | 5.2                                                   | 7.3                                                   | 9.3                                                   | 10.6                                                  | 11.2                                                  | 96.8                                                  |
| Horas de sol                                          | 72                                                    | 73                                                    | 102                                                   | 158                                                   | 227                                                   | 260                                                   | 275                                                   | 248                                                   | 193                                                   | 133                                                   | 86                                                    | 67                                                    | 1894                                                  |
| Fuente: Погода и климат                               |                                                       |                                                       |                                                       |                                                       |                                                       |                                                       |                                                       |                                                       |                                                       |                                                       |                                                       |                                                       |                                                       |